# Tupolev Tu-154
Tupolev Tu-154 (rusă Туполев Ту-154) (NATO Careless) este un avion de linie sovietic, trireactor, pentru distanțe medii, proiectat la mijlocul anilor 1960. Un important avion civil al epocii sale, Tu-154 a fost „calul de povară” al liniilor aeriene sovietice timp de decenii, zburând peste a șasea parte a globului pământesc și transportând circa jumătate din pasagerii Aeroflot și a companiilor sale subsidiare (137,5 milioane pe an, respectiv 243,8 miliarde de pasageri-kilometri în 1990). Avionul a fost exportat și a fost exploatat de circa 17 companii aeriene și de câteva forțe aeriene în afară de cele rusești. Este încă avionul civil standard pentru rutele interne din Rusia și fostele state din Comunitatea Statelor Independente.

## Incidente aviatice
Până la data de 10 aprilie 2010 Tu-154 a fost implicat în 66 de incidente serioase, din care 37 cu pierderi de vieți omenești.
La 10 aprilie 2010 un avion de tip Tupolev 154 al Forțelor Aeriene Poloneze care-l transporta pe Președintele Poloniei Lech Kaczyński, pe soția sa și o delegație guvernamentală și a statului major s-a prăbușit în ceață lângă aeroportul Smolensk-Nord, în accident pierzându-și viața toți cei 86 de membri ai delegației, precum și cei 8 membri ai echipajului.